# Igino Lazzari
Igino Lazzari (Pavia, 2 febbraio 1929 – Roma, 13 ottobre 2000) è stato un giornalista e critico musicale italiano.

## Biografia
Trasferitosi a Roma nel secondo dopoguerra, entrò nel Fronte dell'Uomo Qualunque di Guglielmo Giannini, lavorando come giornalista nella redazione de L'Uomo Qualunque, occupandosi di musica e sport, e divenendone anche direttore.
Dopo la chiusura de L'Uomo Qualunque collaborò ad altri giornali, tra cui Il Gatto Selvatico, la rivista aziendale dell'Eni, insieme a Gino Giugni e al regista Piero Schivazappa.
Nel 1965 fondò la rivista musicale Big, di cui fu direttore e da cui ebbe origine Ciao 2001; Big fu, con Ciao amici e Giovani, è stata una delle riviste che ha contribuito in maniera determinante allo sviluppo del beat in Italia; al contrario di queste due riviste, che per lo più privilegiavano l'aspetto musicale e le notizie sui complessi e i cantanti, Big trattava spesso anche argomenti politici e sociali d'attualità.
Continuò l'attività di giornalista negli anni '70 per poi ritirarsi alla fine del decennio; è sepolto a Roma.
Nella sua città natale è stato istituito un premio a lui dedicato, il Memorial Ilario ed Igino Lazzari.